# Daniel Gimeno-Traver
|  | Denne artikel eller sektion om sport er forældet eller ikke opdateret. Se artiklens diskussionsside eller historik. Har han vundet noget de seneste fem år? |

Daniel Gimeno-Traver (født 7. august 1985 i Valencia, Spanien) er en spansk tennisspiller, der blev professionel i 2004. Han har, pr. april 2010, endnu ikke vundet nogen ATP-turneringer.
Gimeno-Traver er 185 cm. høj og vejer 77 kilo.